# Meidiàmids
Els meidiàmids (Meidiamidae) constitueixen una família de proseriats litòfors. Presenten un cervell encapsulat i un diverticle intestinal pre-cerebral. També es caracteritzen per tenir nuclis intraepidèrmics i l'epidermis està totalment ciliada.